# 가배항
가배항은 경상남도 거제시 동부면 가배리에 있는 어항이다. 2003년 2월 3일 어촌정주어항으로 지정하여 관리하고 있다. 시설관리자는 거제시장이다.

## 어항 연혁
- 임진왜란때 오아포(烏兒浦)라 하였으나 그뒤에 가부랑 또는 가배(加背)라 하였는데 거제영봉 노자산(老子山)이 뒤를 막아주고 가배만의 양쪽 북의 함박금과 남의 대홀개의 땅끝이 길게 뻗어 까마귀가 날아 가는 형상으로 오아포(烏兒浦)라 하였고 뒤의 동망산(東望山)이 등뒤를 감싸주어 가배(加背)라 하였다.

## 어항 구역
- 수역: 미지정(거제시 동부면 가배리 693-9번지 수역)
- 육역: 미지정

## 어항 시설
- 물양장, 선착장

## 주요 어종
- 우럭, 농어, 참돔